# Escaria homogena
Escaria homogena là một loài bướm đêm trong họ Noctuidae.